# Klovedelsläktet
Klovedelsläktet (Oxytropis) är ett växtsläkte i familjen ärtväxter med cirka 300 arter med cirkumboreal utbredning. 
Klovedelsläktet består av fleråriga örter eller halvbuskar. De har nedliggande till upprätt stjälk som ibland är bladlös. Bladen är parbladiga med uddblad, de är vanligen håriga och småbladen är spetsiga. Blommorna sitter i korta, ofta huvudlika klasar. Kronan är gul till violett, med uddspetsig köl. Ståndarna är tio, den övre ståndaren är fri. Stiftet är ensamt. Frukten är en hårig balja.
Släktet liknar vedelsläktet (Astragalus), men detta släkte har en krona med trubbig köl. Klovedelsläktet har uddspetsig köl.